# Abiesu
Abiesu foi o oitavo rei da primeira dinastia da Babilônia e reinou por 28 anos entre 1 648–1 620 a.C.. Foi precedido por Samsiluna, que era seu pai. Seus títulos incluíam: "descendente de Samulael, herdeiro principesco de Samsiluna, semente eterna da realeza, rei poderoso, rei da Babilônia, rei da terra da Suméria e Acadia, rei que faz os quatro quartos estarem em Paz". Isso foi presumivelmente alcançado por suas duas agressivas campanhas militares. Seu quarto ano epônimo registra que subjugou o exército dos cassitas. A Crônica dos Primeiros Reis lembra seu represamento do Tigre em uma tentativa vã de captura o fundador da dinastia do País do Mar. É descrito como “o grande campeão” na inscrição de seu filho. Os elamitas invadiram a Babilônia no início de seu reinado e saquearam 30 cidades.